# 17489 Тренкер
17489 Тренкер (17489 Trenker) — астероїд головного поясу, відкритий 2 жовтня 1991 року.
Тіссеранів параметр щодо Юпітера — 3,326.